# Le isole senza tempo
Le isole senza tempo (Piemme Edizioni, 13 ottobre 2015) è il quarto e ultimo romanzo per ragazzi della serie fantasy Ai confini di Aurion, scritta da Luca Azzolini. Segue la serie Nelle Terre di Aurion ed è il decimo nella cronologia generale della saga.

## Trama
Lord Kobran, sopravvissuto all’attacco magico dei tre maghi provenienti da Aurion, raggiunge la Reggia del Tempo: il luogo abitato dalla misteriosa Regina dei Ragni, la più potente fra i membri della Confraternita Nera, per metterla in guardia contro Dorian e gli altri. Le confida quello che è accaduto nel Giardino delle Illusioni, la lotta contro il Basilisco dei Fiori Notturni e la disfatta del suo piano. La Regina dei Ragni però non si scompone, perché è stato il Buio in persona ad avvertirla, desideroso di mettere in trappola la giovane maga Mayra che racchiude in sé i poteri della Luce e del Buio… Per questo invia sulle loro tracce tre dei suoi pericolosissimi emissari: i Negromanti. 
Nel frattempo, usciti vivi dal mortale Giardino delle Illusioni, Dorian, Yoria, Liriel, Mayra e gli altri si dirigono tutti assieme verso le Isole Senza Tempo, ignari che sul loro cammino stiano per piombare i tre pericolosi Negromanti. Proprio nei pressi delle Tombe dei Re, un luogo di culto dove riposano gli antichi re del Regno della Notte Eterna, i tre Negromanti li attaccano. Liriel, Yoria e Agrabas decidono così di restare indietro a combattere per dare il tempo a Dorian e gli altri di mettersi in salvo e raggiungere le Isole Senza Tempo: una terra piena di pericoli, misteri ed enigmi da svelare. 
La prima isola senza tempo è gelida, dal cielo cade una fitta nevicata ed è costellata di abitazioni, palazzi e piazze in rovina. Qui il tempo scorre indietro: è il luogo dei ricordi, della memoria, del passato. Se ci si attarda a passarla, si torna bambini, fino a scomparire. Ma attraversare questo territorio non è così facile, si è tentati dalle creature che abitano qui di cambiare un evento del proprio passato. La seconda isola è quella del tempo futuro. È l’ambiente più strano e surreale che abbiano mai visto. Grandi pietre galleggiano per aria, l’acqua scorre verso l’alto, una nebbia azzurrina avvolge piante spettrali, copre laghi dalle acque ribollenti e nasconde infiniti sentieri, strade e percorsi: tanti quanti sono i possibili futuri. Restare qui troppo a lungo dà l’effetto contrario che sulla prima isola: s’invecchia precocemente. La terza isola è invece quella del tempo presente e qui, nella Reggia del Tempo, ad attenderli c’è la pericolosa Regina dei Ragni, aiutata dal misterioso Ragno Senza Tempo.
L’ultima lotta per la sopravvivenza delle Terre di Aurion e del Reame della Notte Eterna sta per compiersi. Dorian, Mayra e Liriel scopriranno duello dopo duello, magia dopo magia, i segreti che ancora avvolgono il loro misterioso passato. La trappola del ragno però è pronta a scattare e un esercito di creature mostruose è pronto ad scagliarsi su Dorian e Mayra. In una battaglia senza precedenti, Luce e Buio si scontreranno un’ultima volta rivelando infine la vera identità della Regina dei Ragni e svelando così il mistero che avvolge Mirage, la madre della giovane maga Mayra.

## Edizioni
- Luca Azzolini, Le isole senza tempo, Piemme Edizioni, 2015,  p. 180, ISBN 978-88-566-4648-1.